# HD 187085
HD 187085 — звезда, которая находится в созвездии Стрелец на расстоянии около 147 световых лет от нас. Вокруг звезды обращается, как минимум, одна планета.

## Характеристики
HD 187085 принадлежит к тому же классу жёлтых карликов, что и наше Солнце. Эта звезда имеет массу, равную 1,16 солнечной, а по яркости она превосходит наше дневное светило в два с лишним раза. Возраст звезды оценивается в 3,9 миллиарда лет.

## Планетная система
В 2006 году группой астрономов было объявлено об открытии планеты HD 187085 b в системе. Это газовый гигант с массой, равной 0,75 массы Юпитера, который обращается на расстоянии 2,05 а. е. от родительской звезды. Год на планете длится около 986 суток.